# Sing-Sing (singel)
Sing-Sing – utwór muzyczny z 1976 roku, wykonywany przez polską piosenkarkę popową Marylę Rodowicz, pochodzący z jej czwartego albumu studyjnego Sing-Sing (1976). Został skomponowany przez Jacka Mikułę, a autorką jego tekstu jest Agnieszka Osiecka. W lipcu 1976 został wydany na singlu.
W 2024 Rodowicz wydała nową wersję utworu, nagraną w duecie z Mrozem na planowany album Niech żyje bal.

## Historia utworu
W 1976 roku Maryla Rodowicz nawiązała współpracę z kompozytorem Jackiem Mikułą. Będąc pod wrażeniem melodii, którą stworzył dla Programu III Polskiego Radia pod roboczym tytułem „Ruch pozorny”, chciała ją wykorzystać do swojej piosenki. Tekst Agnieszki Osieckiej powstał podczas jej kilkudniowego pobytu w domu Mikuły w Zabrzu. Tam też cała trójka muzyków pracowała nad wstępną wersją utworu.
Piosenka została nagrana z orkiestrą pod dyrekcją Jana Ptaszyna Wróblewskiego i znalazła się na czwartym albumie studyjnym Rodowicz, Sing-Sing (1976). W lipcu 1976 wydawnictwo Polskie Nagrania „Muza” wydało ją na pierwszym promującym go singlu na 7-calowej płycie gramofonowej, z utworem „Moja mama jest przy forsie” na stronie B. Inna wersja piosenki została nagrana na potrzeby filmu telewizyjnego Hak (1976) w reżyserii Anny Minkiewicz, realizowanego dla Telewizji Polskiej. W scenie, w której została wykorzystana, zagrał Seweryn Krajewski. Nagranie zostało wydane przez wydawnictwo Tonpress na singlu z utworem „Damą być” na stronie B, w formie 7-calowego winyla lub pocztówki dźwiękowej. Ta sama wersja znalazła się później na kompilacji Antologia 2 (1996).
W 1991 „Sing-Sing” był jednym z utworów, które Rodowicz nagrała na nowo i wydała w ramach kompilacji Full.

## Wersja z Mrozem
W 2024 roku Maryla Rodowicz nagrała nową wersję „Sing-Sing” w duecie z polskim piosenkarzem Mrozem. Powstała ona na planowany album Niech żyje bal z nowymi wersjami jej piosenek, nagranymi w duetach. Artystka proponowała Mrozowi różne utwory, on jednak był zdecydowany na wybór „Sing-Sing”. Zaaranżował i wyprodukował piosenkę wspólnie z DrySkullem. 12 kwietnia 2024 została ona wydana przez Warner Music Poland na pierwszym singlu promującym album.
17 kwietnia 2024 odbyła się premiera nagranego do niej teledysku. Wideoklip wyreżyserował Michał Sierakowski, który wyznał, że inspirował się animacjami czołówek filmów z serii James Bond. Zdjęcia odbyły się 22 marca 2024.
31 grudnia 2024 singel został przez Związek Producentów Audio-Video certyfikowany złotą płytą.

### Pozycje na listach przebojów

#### Listy krajowe
| Notowanie                      | Najwyższa pozycja | Źr.    |
| ------------------------------ | ----------------- | ------ |
| OLiA – oficjalna lista airplay | 9                 | [ 16 ] |

#### Listy radiowe
| Stacja                 | Notowanie                   | Najwyższa pozycja | Źr.    |
| ---------------------- | --------------------------- | ----------------- | ------ |
| Polskie Radio Szczecin | Szczecińska Lista Przebojów | 8                 | [ 17 ] |
| Radio Zet              | Plus Minus Lista            | 1                 | [ 18 ] |
| RMF FM                 | Poplista                    | 1                 | [ 19 ] |
| RMF Maxx               | Hop Bęc                     | 9                 | [ 20 ] |

## Covery
28 czerwca 1997 Justyna Steczkowska wykonała „Sing-Sing” podczas koncertu Zielono mi na XXXIV Krajowym Festiwalu Piosenki Polskiej w Opolu, dedykowanego zmarłej w tym samym roku Agnieszce Osieckiej.
W 2006 Anna Serafińska wydała cover „Sing-Sing”, nagrany w ramach albumu Gadu Gadu z teksami piosenek Osieckiej.
W 2019 swoją interpretację „Sing-Sing” przygotowali Nosowska, Krzysztof Zalewski i Igo w ramach supergrupy Męskie Granie Orkiestra 2019. Latem 2019 piosenka była wykonywana podczas koncertów festiwalu Męskie Granie 2019. Nagranie znalazło się na albumie koncertowym Męskie Granie 2019, wydanym 3 grudnia 2019 przez Agencję Muzyczną Polskiego Radia. 27 lutego 2020 nagranie występu zostało zamieszczone w serwisie YouTube, a piosenka została wydana jako singel.
W 2019 Katarzyna Żak wydała cover „Sing-Sing” na albumie Miłosna Osiecka.
W 2019 Maja Kleszcz wydała cover „Sing-Sing” na albumie Osiecka de luxe.